# N6 (Togo)
Die N6 ist eine Fernstraße in Togo, die in Notsé an der Kreuzung mit der N1 und der N9 beginnt und in Tohoun an der Grenze nach Benin endet. In Benin geht sie nach einem kurzen nicht nummerierten Abschnitt in die RNIE2 über. Sie ist 56 Kilometer lang.